# 斑背大尾莺
斑背大尾莺（学名：Helopsaltes pryeri）为鶲科大尾莺属的鸟类。分布于中国、日本、韩国、蒙古国和俄罗斯。该物种的模式产地在日本。

## 亚种及分类变化
- 斑背大尾莺汉口亚种（学名：Helopsaltes pryeri sinensis）。在中国大陆，分布于辽宁、河北、湖北等地。该物种的模式产地在湖北。[2]

1990年代以后，从形态分类学和分子生物学的研究都支持将斑背大尾莺划分在蝗莺属，而不是传统分类学的大尾莺属。